# جوناثان بيري
جوناثان بيري (بالإنجليزية: Jonathan Perry)‏ (22 نوفمبر 1976 هاميلتون نيوزيلندا - ) هو لاعب كرة قدم نيوزلندي يلعب كمدافع.

## روابط خارجية
- جوناثان بيري على موقع الاتحاد الدولي (مؤرشف)  (الإنجليزية)
- جوناثان بيري على موقع قاعدة بيانات كرة القدم.إي يو (الإنجليزية)
- جوناثان بيري على موقع ناشيونال فوتبول تيمز (الإنجليزية)